# Gdańskie Gimnazjum Akademickie

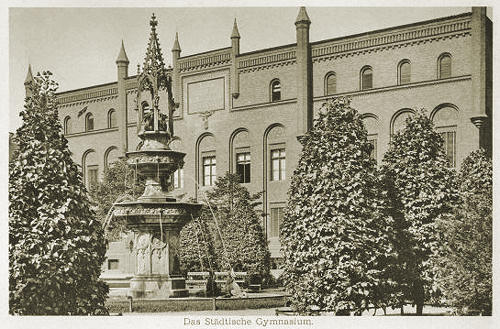
Gmach Gimnazjum Miejskiego przy ul. Lastadia 2, 1893

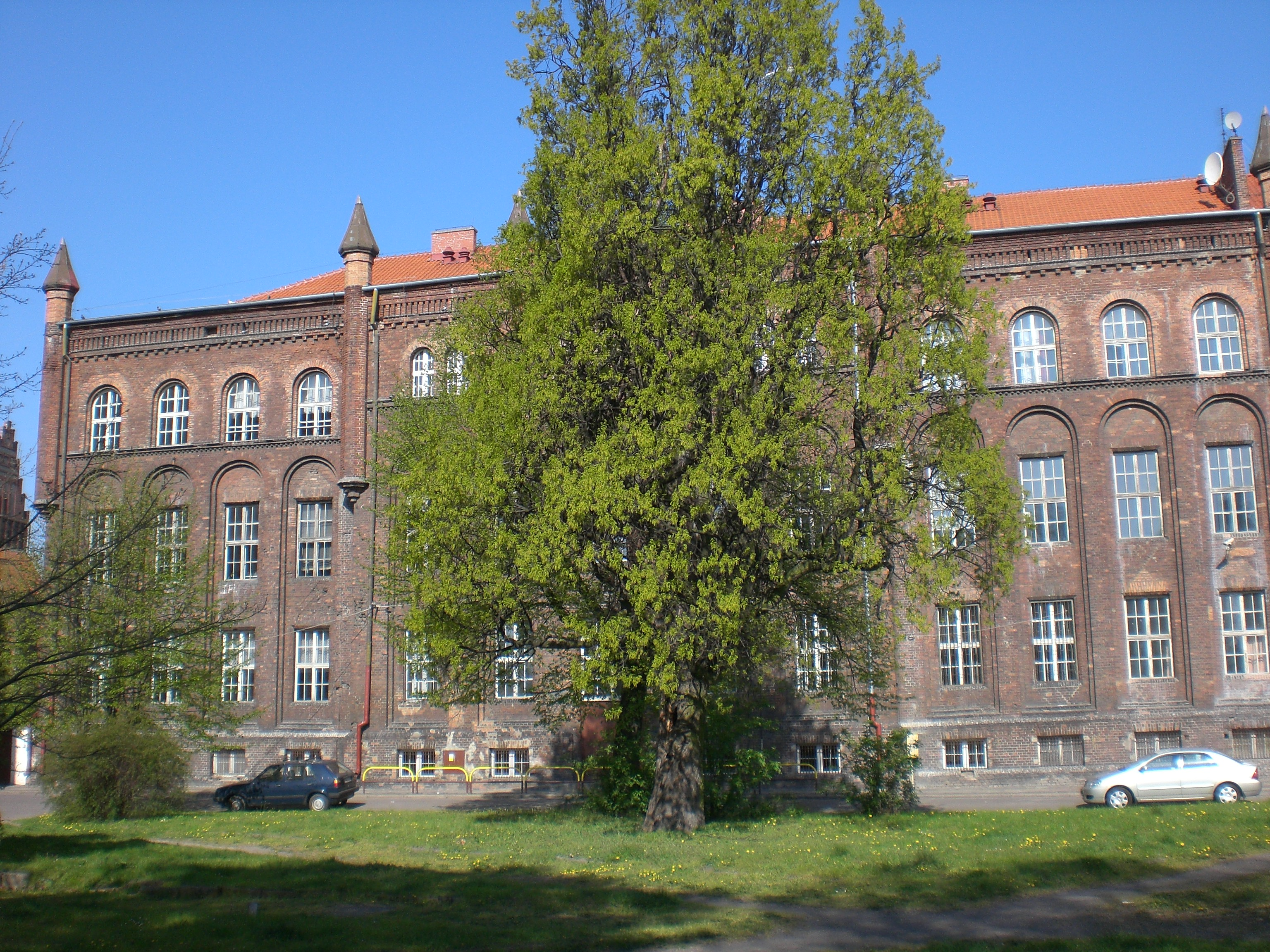
Zabytkowy gmach przy ul. Lastadia 2 w 2007, wówczas Zespół Szkół Przemysłu Spożywczego i Chemicznego

Gdańskie Gimnazjum Akademickie (Das Städtische Gymnasium) – miejska szkoła o poziomie wyższym od średniego (ale jeszcze nie uniwersyteckim), przeznaczona dla młodzieży protestanckiej wyrosła na gruncie kalwinizmu, działająca w Gdańsku w latach 1558-1817.

## Historia
Językiem wykładowym była łacina. Nazwa "Gimnazjum Akademickie" przyjęła się ok. 1630. W XVII i XVIII wieku szkołę zwano też często "Ateneum gdańskim" (łac. Athenaeum gedanense).
Szkoła została otwarta 13 czerwca 1558 w budynku klasztoru pofranciszkańskiego, jako tzw. partykularz (studium particulare albo schola particularis). Już 10 lat później używano nazwy "gimnazjum". Strukturę szkoły ustalił Jacob Fabricius, jej długoletni rektor (1580-1629). W 1580 utworzył katedry teologii, prawa i historii, filozofii oraz greki i języków orientalnych. W 1584 dodano katedrę fizyki z medycyną, a w 1589 lektorat języka polskiego, który poprowadził Jan Rybiński.
W 1595 rozważano koncepcję przekształcenia Gimnazjum w protestancki uniwersytet, do czego jednak nie doszło.
Od 1596 przy gimnazjum działała biblioteka, pochodząca z daru Jana Bernarda Bonifacia. Poziom dydaktyki był wysoki; dwie najwyższe klasy (classes supremae), w których nauka trwała łącznie 4 lata, prezentowały już poziom akademicki. Absolwenci Gimnazjum, udając się na dalszą naukę do różnych uczelni polskich i europejskich, przyjmowani byli z reguły na III rok studiów.

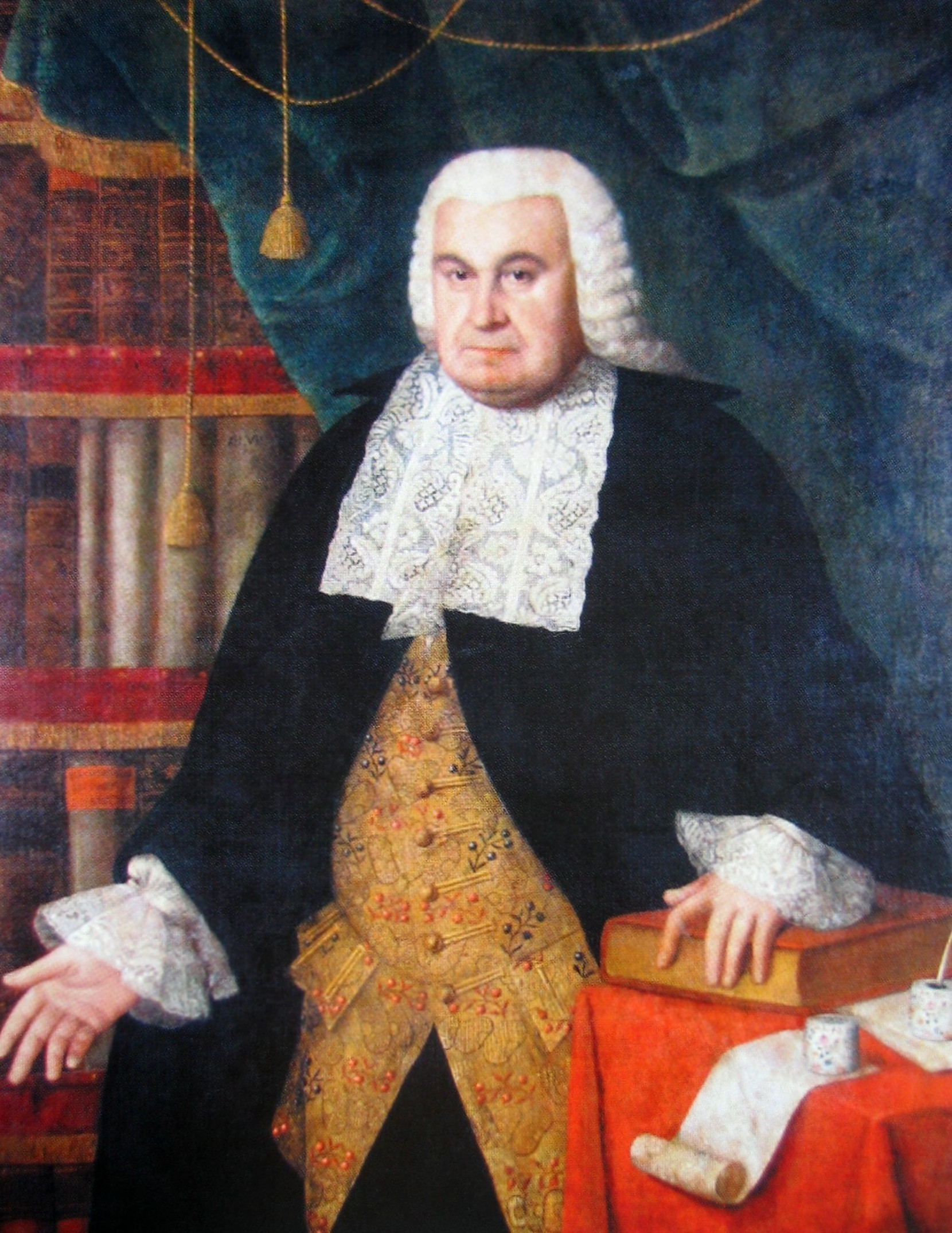
Gottfried Lengnich, od 1729 profesor w Gdańskim Gimnazjum

Siedzibą Gimnazjum były budynki byłego klasztoru franciszkanów na Starym Przedmieściu. W skrzydle wschodnim znajdowało się Małe Audytorium Anatomiczne oraz biblioteka, w południowym sale wykładowe oraz Auditorium Maximum (w którym urządzano m.in. okolicznościowe przedstawienia i uroczystości dla władz miejskich). Pod koniec XVI wieku dobudowano nowe skrzydło zachodnie, w którym znalazły się dalsze sale wykładowe oraz mieszkania dla uczniów i być może nauczycieli. Rektor gimnazjum pełnił z reguł obowiązki pastora w kościele św. Trójcy, a lektor języka polskiego (był nim m.in. Krzysztof Celestyn Mrongowiusz) – polskiego kaznodziei w kaplicy św. Anny.
Gimnazjum gdańskie, obok Gimnazjum Akademickiego w Toruniu zajęło jedno z czołowych miejsc w ówczesnym systemie szkolnictwa w Polsce i zyskało także uznanie za granicą. Wysoki poziom naukowy i korzystne warunki pracy ściągały tu licznych pedagogów ze szkół polskich i europejskich. Profesorowie Gimnazjum rozwijali własne intensywne badania w różnych dziedzinach, tworząc podwaliny pod dalszy rozwój nauki w Gdańsku. Rozkwit Gimnazjum przypada na wiek XVII (ok. 1600 liczba uczniów dochodziła do 200), natomiast w wieku XVIII zaczęło ono podupadać.
W okresie wojen napoleońskich budynki poklasztorne zostały zajęte przez wojsko na szpital i magazyny, a zajęcia szkolne odbywały się w domu pastora. 18 czerwca 1815 Prusacy przekształcili Gimnazjum w sześcioletnią szkołę średnią. 10 listopada 1817 została ona połączona ze Szkołą Mariacką i powstało sześcioletnie klasyczne Gimnazjum Miejskie.
W latach 1834–1837 został zbudowany nowy, neogotycki gmach gimnazjum przy ul. Lastadia 2. Gimnazjum Miejskie, które w tamtym czasie było najbardziej prestiżową szkołą średnią w okolicy, działało w tym miejscu do 1920.

### Rektorzy Gimnazjum
- 1580-1629 - Jacob Fabricius
- 1631-1643 - Johann Botsack
- 1643-1650 - Abraham Calow
- 1651-1669 - Johann Maukisch
- 1670-1682 - Aegidius Strauch
- 1685-1715 - Samuel Schelwig
- 1717-1730 - Johann Georg Abicht
- 1732-1752 - Albert Menon Verpoorten
- 1753-1769 - Ernst August Bertling
- 1770-1794 - Wilhelm Paul Verpoorten
- 1799-1809 - Daniel Gralath młodszy
- 1810-1811 - Friedrich Theodor Rinck
- 1812-1813 - Nicolaus Gottfried Eckermann
- 1814-1817 - Christian Gottfried Ewerbeck